# Hyada grisea
Hyada grisea là một loài bướm đêm trong họ Noctuidae.